# 東榎町
東榎町（ひがしえのきちょう）は、東京都新宿区の町名。「丁目」の設定のない単独町名である。住居表示未実施。

## 概要
新宿区の北東部に位置する。牛込地域に属し、牛込の名を冠して牛込東榎町とも呼ばれる。町域北部と西部・南西部は、榎町に接する。東部は天神町に接する。南東部は、矢来町に接する（地名はいずれも新宿区）。町域内を南北に早稲田通りが縦貫する。町域内は住宅地と高層建造物が混在している。印刷・製本関連の企業も多い。

## 世帯数と人口
2025年（令和7年）3月1日現在（新宿区発表）の世帯数と人口は以下の通りである。
- 世帯数 : 274世帯
- 人口 : 341人

### 人口の変遷
国勢調査による人口の推移。
| 年                 | 人口 |
| ------------------ | ---- |
| 1995年（平成7年）  | 271  |
| 2000年（平成12年） | 253  |
| 2005年（平成17年） | 292  |
| 2010年（平成22年） | 290  |
| 2015年（平成27年） | 297  |
| 2020年（令和2年）  | 355  |

### 世帯数の変遷
国勢調査による世帯数の推移。
| 年                 | 世帯数 |
| ------------------ | ------ |
| 1995年（平成7年）  | 127    |
| 2000年（平成12年） | 133    |
| 2005年（平成17年） | 182    |
| 2010年（平成22年） | 207    |
| 2015年（平成27年） | 211    |
| 2020年（令和2年）  | 270    |

## 学区
区立小・中学校に通う場合、学区は以下の通りとなる（2018年8月時点）。
- 区域 : 全域
  - 小学校 : 新宿区立早稲田小学校
  - 中学校 : 新宿区立牛込第二中学校

## 事業所
2021年（令和3年）現在の経済センサス調査による事業所数と従業員数は以下の通りである。
- 事業所数 : 24事業所
- 従業員数 : 247人

### 事業者数の変遷
経済センサスによる事業所数の推移。
| 年                 | 事業者数 |
| ------------------ | -------- |
| 2016年（平成28年） | 26       |
| 2021年（令和3年）  | 24       |

### 従業員数の変遷
経済センサスによる従業員数の推移。
| 年                 | 従業員数 |
| ------------------ | -------- |
| 2016年（平成28年） | 208      |
| 2021年（令和3年）  | 247      |

## 施設
- 新宿区立榎町公園

## その他

### 日本郵便
- 郵便番号 : 162-0807[3]（集配局 : 牛込郵便局[15]）。